# إيمي موريس برادلي
إيمي موريس برادلي (بالإنجليزية: Amy Morris Bradley) هي ممرضة أمريكية، ولدت في 12 سبتمبر 1823 في East Vassalboro, Maine ‏ في الولايات المتحدة، وتوفيت في 15 يناير 1904 في ويلمينغتون في الولايات المتحدة.